# Eva Hrušková

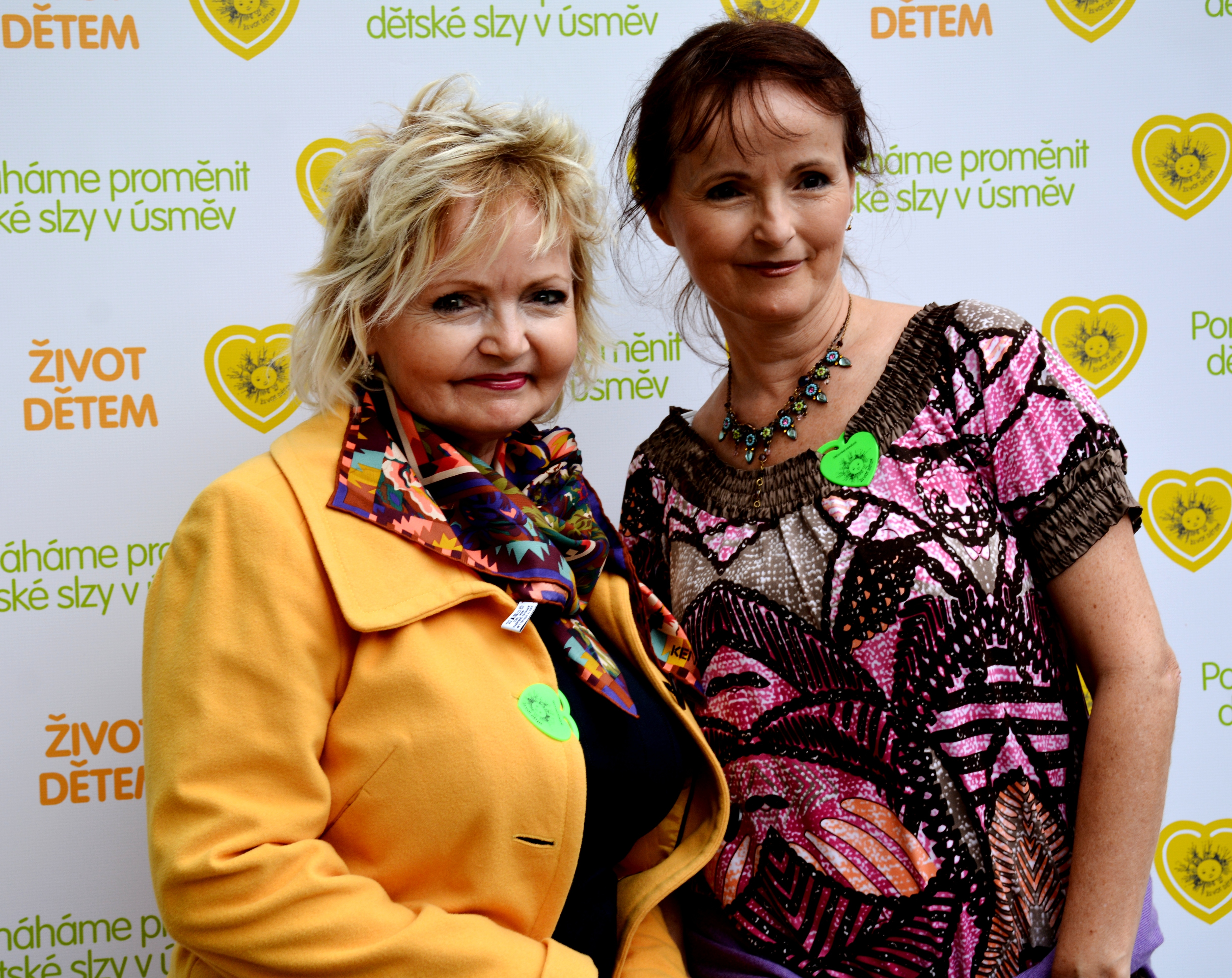
Eva Hrušková a její sestra Jana Yngland Hrušková (2015)

Eva Hrušková (* 27. března 1952 Česká Skalice) je česká herečka.

## Životopis
V 11 letech vyhrála konkurz do televizního pořadu Hledáme písničky pro děti. Vystudovala loutkoherectví a dramaturgii na DAMU. V roce 1969 natočila televizní pohádku Popelka, kde ztvárnila hlavní roli. Ta se po emigraci Jana Třísky nesměla vysílat. Poté hrála zejména v pohádkách a dabovala. S manželem Janem Přeučilem provozuje Loutkové divadlo Evy Hruškové a Jana Přeučila, kde používá samostojné manekýny, které se pohybují jen horní částí těla. Hovoří anglicky, francouzsky, domluví se řecky, italsky, španělsky a rusky.
V roce 2004 se provdala za herce Jana Přeučila. Před ním byla třikrát vdaná. Z druhého manželství se Zdeňkem Rohlíčkem má dva syny – herce Zdeňka (* 1980) a Vojtěcha (* 1986). Z manželství s divadelním kritikem Jiřím P. Křížem má syna, filmového střihače Pavla. Eva má mladší sestru Janu Yngland Hruškovou.

## Filmografie

### Filmy
- 1978 Kolombína
- 2009 Klíček
- 2011 Bastardi 2
- 2012 Bastardi 3

### Televizní filmy
- 1968 O Honzovi a princezně Félince
- 1969 Učedník kouzelníka Čáryfuka
  - Popelka
- 1970 Václav Trojan: Slavík
- 1976 Panenka z vltavské tůně
  - Krása
- 1978 Sněhurka
- 1979 Chvíle pro píseň trubky
- 1980 Meluzína
- 1981 Předeme, předeme zlatou nitku
  - Jak se peče štěstí
- 1983 Co poudala bába Futéř
- 1984 Králi, já mám nápad
- 1985 Pusu, pusu, pusu!
  - Jamamba
- 1986 O štěstí a kráse
  - Pohádka o lidské duši
- 1987 Fantom opery
  - Hádání s Hadovkou
- 1988 Zlatý copánek
  - Strom pohádek: Bez práce nejsou koláče
- 1989 Na letním bytě
- 1990 Pernikářka a větrný mládenec
- 1991 Pohádka o touze
- 2014 Stopy života - Poslední sbormistr

### Seriály
- 1985 Psí povídání
- 1987 Strom pohádek
- 2014 Bastardi